# Allemanister
Allemanister kallades medlemmar Revolutionära socialistiska arbetarepartiet, lett av Jean Allemane. Allemanisterna var anhängare av den politiska storstrejken som kampmedel.